# Purse Caundle
Purse Caundle – wieś w Anglii, w hrabstwie Dorset. Leży 28 km na północ od miasta Dorchester i 173 km na zachód od Londynu.